# 자부치카바
자부치카바(브라질 포르투갈어: jabuticaba, 학명: Plinia cauliflora 플리니아 카울리플로라[*])는 도금양과의 나무이다.

## 분포
브라질이 원산지이며, 남아메리카에 분포한다.

## 열매
자주빛을 띤 검은 색의 열매가 줄기에서 직접 자란다. 열매의 속살은 반투명한 흰색 또는 옅은 분홍색으로, 포도알과 비슷하다. 생으로 섭취하거나 젤리, 잼, 주스 또는 와인으로 만들어 먹을 수 있다.

## 사진 갤러리

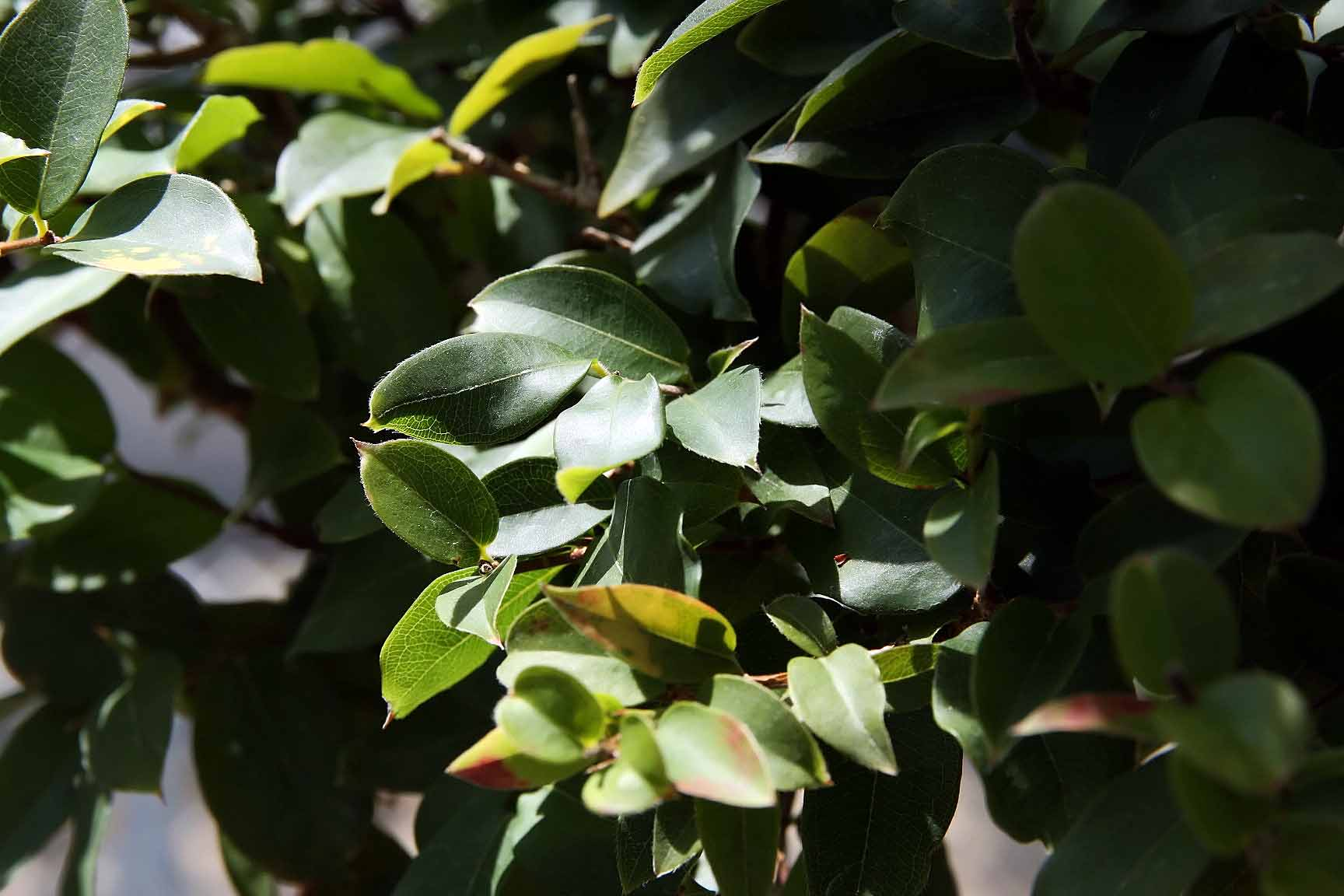
잎
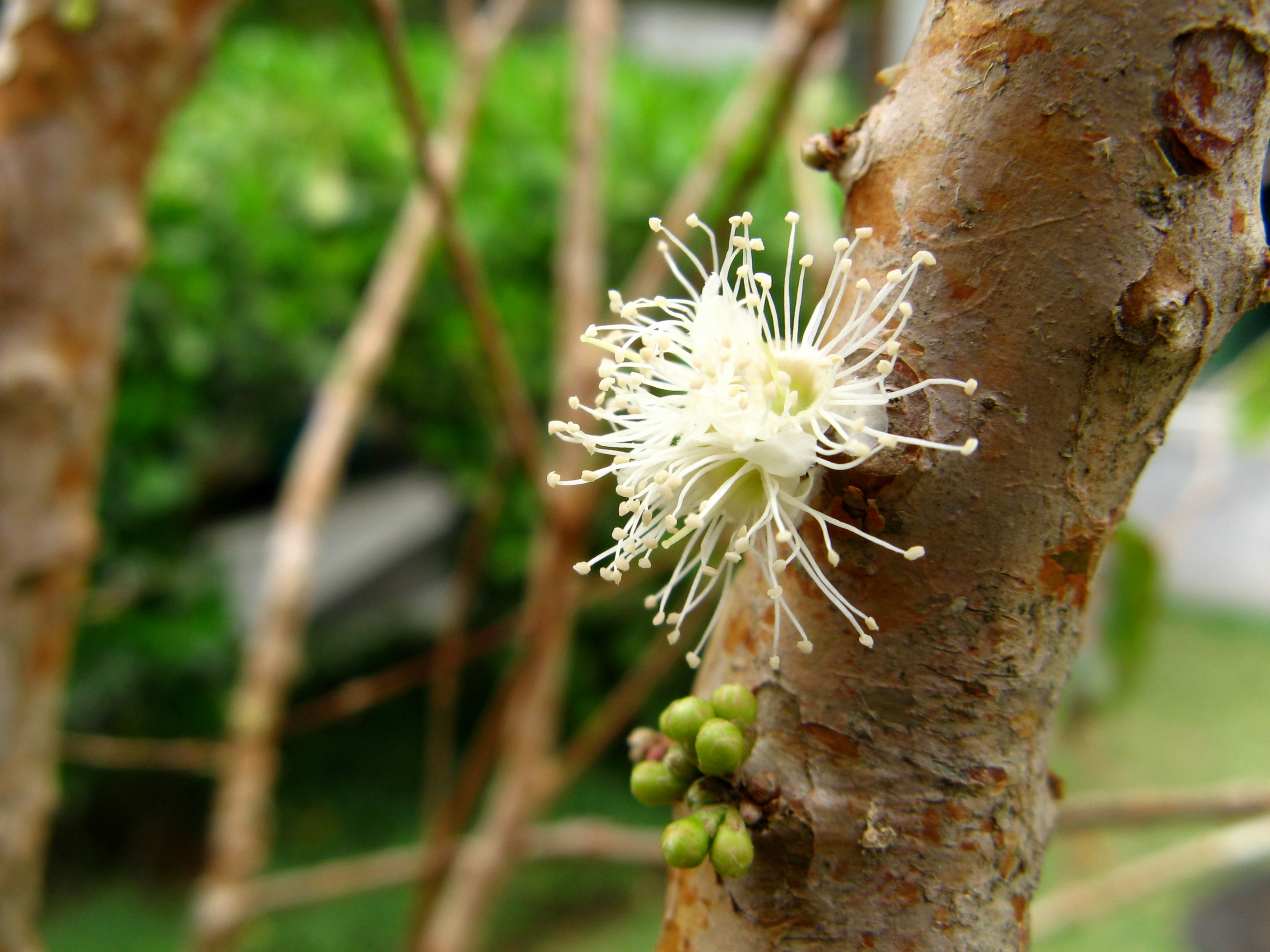
꽃
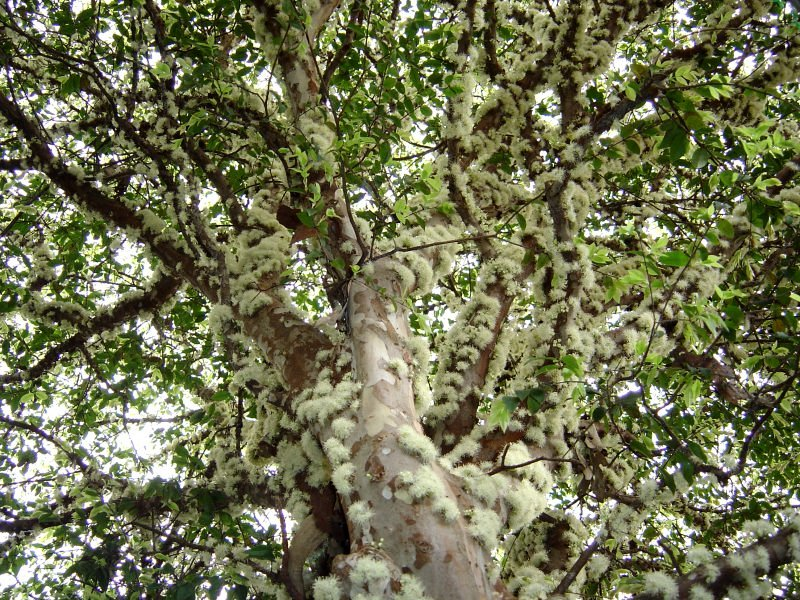
꽃이 핀 나무
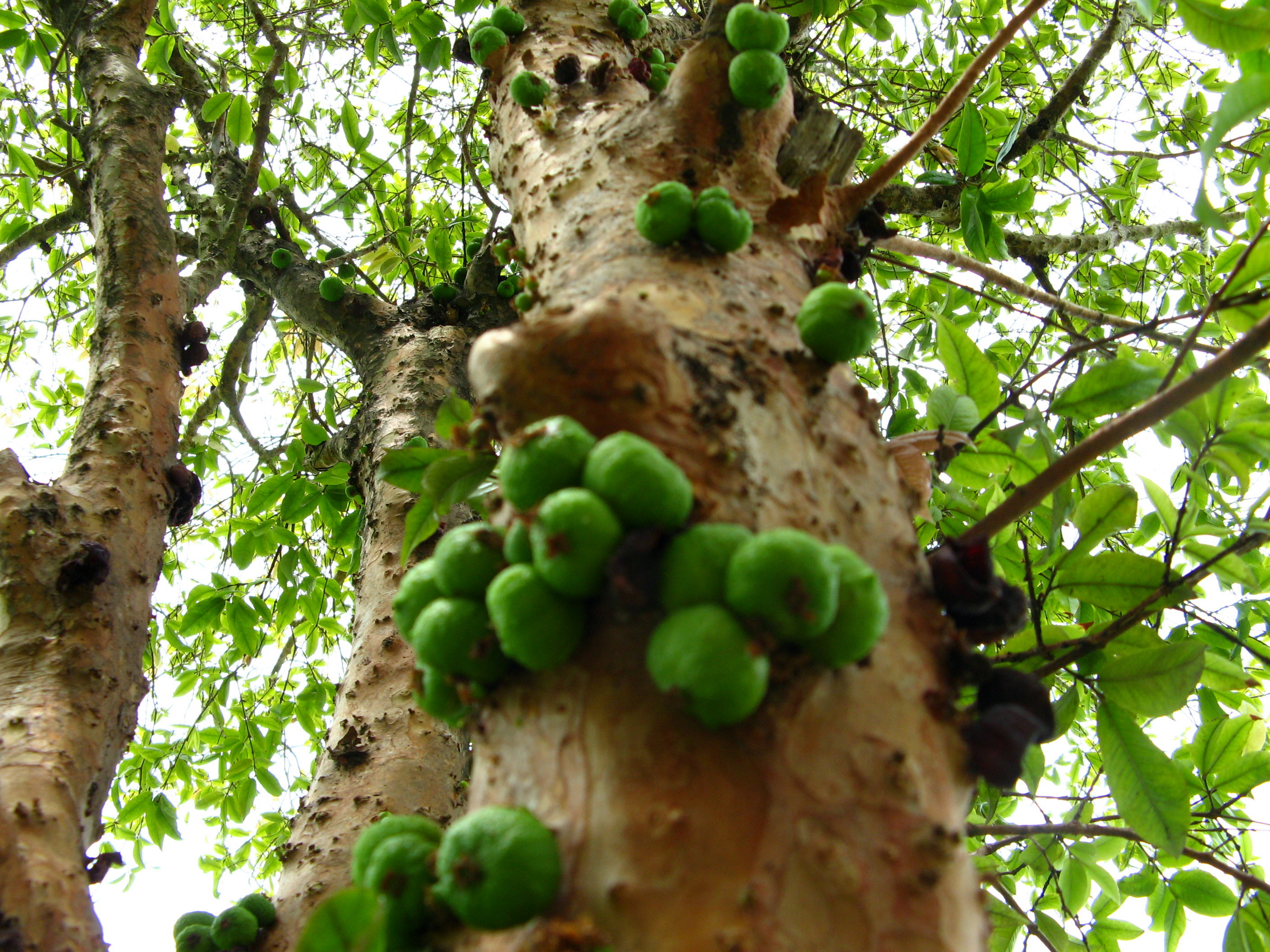
열매가 달린 나무
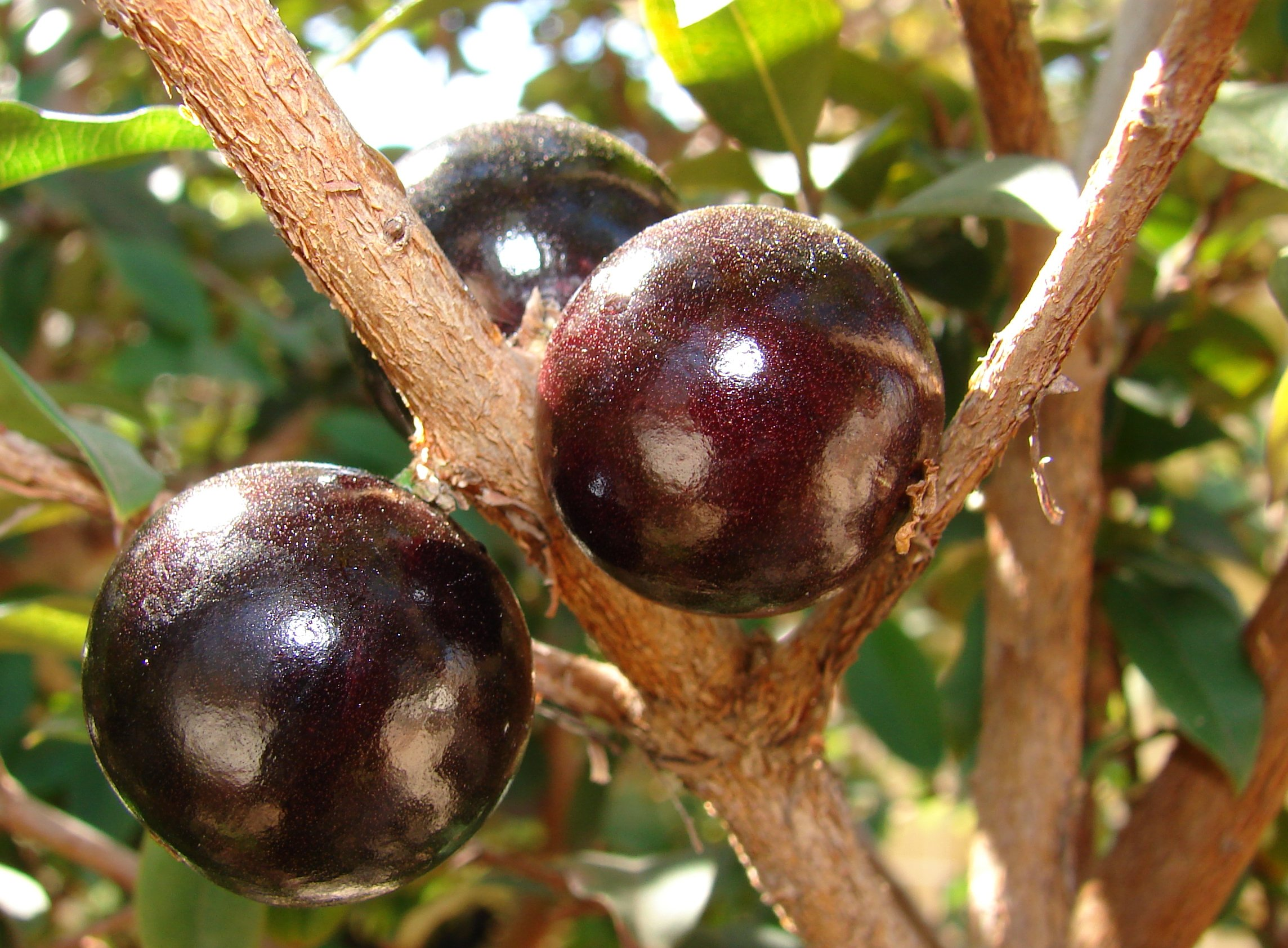
열매